# بونيتي
بلدية بونيتي (بالإسبانية: Bonete) هي بلدية تقع في مقاطعة البسيط التابعة لمنطقة كاستيا لا مانتشا وسط إسبانيا.

## الديموغرافيا
بلغ عدد سكان بلدية بونيتي 1.220 نسمة عام 2011 (وفقاً للمعهد الوطني الإسباني للإحصاء).
| 1.245 | 1.222 | 1.205 | 1.270 | 1.270 | 1.231 | 1.220 |

## أعلام
- آوجوس